# Психо (филм из 1960)
Психо (енгл. Psycho) је амерички хорор филм из 1960. године, у режији Алфреда Хичкока по сценарију Џозефа Стефана. Сценарио је адаптација истоименог романа Роберта Блока. У главним улогама су Ентони Перкинс, Џенет Ли, Џон Гавин, Вера Мајлс и Мартин Балзам. Радња филма се фокусира на секретарицу Марион Крејн, која, након што је украла новац од свог послодавца, одседа у једном мотелу, који води Норман Бејтс.
Овај филм се веома разликовао од претходног Хичкоковог филма, Север-северозапад, пошто је снимљен са ниским буџетом, у црно-белој форми и са телевизијском екипом. Филм је првобитно примио мешане критике, али изванредна зарада је натерала критичаре на поновну процену. Психо је номинован за четири Оскара, укључујући онај за најбољу споредну глумицу за Лијеву и најбољег режисера за Хичкока. 
Филм се данас сматра једним од Хичкокових најбољих филмова, а међународни филмски критичари га хвале као врхунско дело филмске уметности. Често сматран једним од најбољих филмова икада снимљених, поставио је нови ниво прихватљивости за насиље, девијантно понашање и сексуалност у америчким филмовима и нашироко се сматра најранијим примером слешер филмског жанра. 
Након смрти Алфреда Хичкока 1980. године, студио је почео са продукцијом наставака, од којих је први Психо 2 (1983), а прате га Психо 3 (1986) и Психо 4: Почетак (1990). Такође су снимљени и римејк, телевизијски филм и серија Мотел Бејтс, која је смештена у 2010-е. Конгресна библиотека је 1992. године изабрала филм за Национални регистар филмова, као „културно, историјски и естетски значајан”.

## Радња
Марион Крејн је радница у агенцији за некретнине из Финикса у Аризони која је несретна својим животом. Током пауза за ручак, она се састаје са својим љубавником Самом Лумисом, с којим се не може венчати јер он већину новца троши на алиментацију. Шеф агенције јој повери 40.000 долара да их испоручи у банци, али она се спакује и одлучи да оде у Феирвеил, Калифорнију. Уморна од вожње, Марион се одлучи одморити у мотелу Бејтс који води Норман Бејтс.
Она изнајми собу и оде у њу. Након неког времена Норман јој донесе вечеру и они причају, но Марион је уморна и Норман изађе из собе. Након вечере Марион одлази у купатило, и док се она тушира у купатило улази Норман, прерушен у своју мајку и убије Марион. Ово се догодило за време познате „сцене у кади“ где се током убиства пуштала позната музика Бернарда Хермана. Тада је ставља у њен аутомобил и баца је у мочвару у близини мотела. Не знајући за новац, Норман је и новац послао у мочвару.
У Аризони се сазнаје за нестанак новца и агенција ангажује приватног детектива Милтона Арбогаста да пронађе новац. Он испитује Марионину сестру Лајлу и Сама, но они не знају ништа. Детектив сазнаје где је била и одлази до мотела. Ту испита Нормана, који се прави да не зна ништа, и онда одлази у кућу да испита гђу. Бејтс. Ту бива избоден од Нормана који је поново прерушен у своју мајку.
Лајла и Сам се забрину када им се детектив не јави и упозоре локалног шерифа. Они упорно тврде да у кући има старија жена, но сазнају да је гђа. Бејтс мртва већ 10 година. Тада Лајла и Сам одлазе у мотел како би пронашли доказе о Марион и нађу папирић где је писало 40 000. То доказује да је Марион била овде, што је Норман вешто порицао.
Пре тога, чули смо свађу између Нормана и његове мајке и видели како је он односи у подрум у страху да је неко не нађе. Лајла се тада одлучи отићи у кућу, а Сам разговара са Норманом како би Лајли дао времена. Но, њихов разговор брзо ескалира и Норман онесвести Сама и оде у кућу.
У кући, Лајла је пронашла мајку у подруму, но била је окренута према зиду тако да Лајла није видела њено лице. Када јој је пришла видела је да је то само костур са одећом и вриснула је. Тада је дошао Норман одевен у своју мајку с циљем да убије Лајлу, но Сам је повратио свест, дотрчао у кућу и спасио Лајлу.
Норман је ухваћен и одведен код психијатра др. Ричмонда. Након вештачења он објасни Лајли и Саму да је Норман имао једино мајку у свом животу те да је био јако љубоморан када је она нашла љубавника. Тада је отровао стрихнином и њу и њега. Како би заборавио на злочин оживео је мајку укравши трупло и створио је другу особу у себи - особу мајке за коју је он мислио да постоји. Како је Норман био љубоморан на мајчине везе, мајка Бејтс је била љубоморна на било коју жену која се свиђа Норману и зато их убија. Норманова психа спречава њега да зна за мајчине злочине, а спречава га и да зна да му је мајка мртва.
У последњој сцени видимо Нормана како сједи на столици и чујемо његову мајку како говори у његовим мислима. Планира за све окривити Нормана и приказати да је он убио Марион и детектива, а не она. Након тог кратког монолога видимо како се Норман задовољно смеје.
У кратком епилогу, видимо како полиција из мочваре извлачи Марионин аутомобил. У аутомобилу су пронашли и оних 40.000 долара.

## Улоге
- Џенет Ли као Марион Крејн
- Ентони Перкинс као Норман Бејтс
- Мартин Балзам као детектив Милтон Арбогаст
- Џон Гавин као Сем Лумис
- Вера Мајлс као Лајла Крејн
- Сајмон Оукланд као др Фред Ричмонд
- Џон Макинтајер као шериф Ал Чејмберс
- Френк Албертсон као Том Касиди
- Патриша Хичкок као Керолајн
- Морт Милс као полицајац на аутопуту

### Хичкоков камео
Као и у сваком свом филму, Алфред Хичкок има камео наступ. У Психу се може видети како носи шешир и стоји испред канцеларије Марион Крејн.

## Награде
- Освојен Златни глобус (најбоља споредна глумица Џенет Ли)
- 4 номинације за Оскара (најбоља режија, фотографија, сценографија, споредна глумица (Џенет Ли))[4]